# 미 카미노 에스 아마르테
《미 카미노 에스 아마르테》(스페인어: Mi camino es amarte)는 2022년 방영된 멕시코의 텔레노벨라이다.